# Агафіївка
Ага́фіївка — село Любашівської селищної громади Подільського району Одеської області України. Населення становить 437 осіб.

## Географія

### Клімат
| Клімат Агафіївки          | Клімат Агафіївки | Клімат Агафіївки | Клімат Агафіївки | Клімат Агафіївки | Клімат Агафіївки | Клімат Агафіївки | Клімат Агафіївки | Клімат Агафіївки | Клімат Агафіївки | Клімат Агафіївки | Клімат Агафіївки | Клімат Агафіївки | Клімат Агафіївки |
| Показник                  | Січ.             | Лют.             | Бер.             | Квіт.            | Трав.            | Черв.            | Лип.             | Серп.            | Вер.             | Жовт.            | Лист.            | Груд.            | Рік              |
| Середній максимум, °C     | −1,1             | 0,0              | 4,5              | 13,4             | 19,9             | 24,1             | 26,0             | 25,4             | 20,3             | 13,3             | 6,2              | 1,7              | 12               |
| Середня температура, °C   | −4               | −2,9             | 1,2              | 9,1              | 15,2             | 19,3             | 21,0             | 20,3             | 15,4             | 9,1              | 3,3              | −0,9             | 8                |
| Середній мінімум, °C      | −6,8             | −5,8             | −2               | 4,8              | 10,5             | 14,5             | 16,1             | 15,2             | 10,5             | 5,0              | 0,4              | −3,4             | 4                |
| Норма опадів, мм          | 39               | 38               | 31               | 36               | 49               | 63               | 71               | 47               | 39               | 28               | 40               | 40               | 521              |
| ------------------------- | ---------------- | ---------------- | ---------------- | ---------------- | ---------------- | ---------------- | ---------------- | ---------------- | ---------------- | ---------------- | ---------------- | ---------------- | ---------------- |
| Джерело: climate-data.org |                  |                  |                  |                  |                  |                  |                  |                  |                  |                  |                  |                  |                  |

## Історія
Під час організованого радянською владою Голодомору 1932—1933 років померло щонайменше 10 жителів села.
В 1951 році в результаті Радянсько-польського обміну ділянками територій на територію села було насильно переселено мешканців сіл Бистре, Лип'я, Михновець Стрілківського району і сіл Видрене, Дашівка, Дверничок, Поляна, Рівня, Росохате, Росолин, Середнє Мале, Скородне, Лобізва, Телешниця Ошварова, Устянова, Хміль Нижньо-Устрицького району Дрогобицької області (нині територія Польщі).
Колишній орган місцевого самоврядування — Агафіївська сільська рада.
12 червня 2020 року, відповідно до Розпорядження Кабінету Міністрів України від № 724-р «Про визначення адміністративних центрів та затвердження територій територіальних громад Одеської області», увійшло до складу Любашівської селищної громади.
19 липня 2020 року, в результаті адміністративно-територіальної реформи і ліквідації Любашівського району, село увійшло до складу новоутвореного Подільського району.

## Населення
Згідно з переписом УРСР 1989 року чисельність наявного населення села становила 537 осіб, з яких 241 чоловік та 296 жінок.
За переписом населення України 2001 року в селі мешкало 437 осіб.

### Мова
Розподіл населення за рідною мовою за даними перепису 2001 року:
| Мова       | Відсоток |
| ---------- | -------- |
| українська | 97,94 %  |
| молдовська | 1,14 %   |
| російська  | 0,69 %   |
| білоруська | 0,23 %   |

## Відомі люди
Уродженцями села є:
- Котюжинський Олександр Володимирович (1992—2014) — солдат ЗСУ, 28-ма бригада. 22 липня 2014-го загинув, вважався зниклим безвісти у бою під селом Кожевня Шахтарського району.
- заслужений лікар України Сокур Іван Павлович.